# Bazar
Bazar je trh, tržiště nebo kamenný či internetový obchod s použitým zbožím.

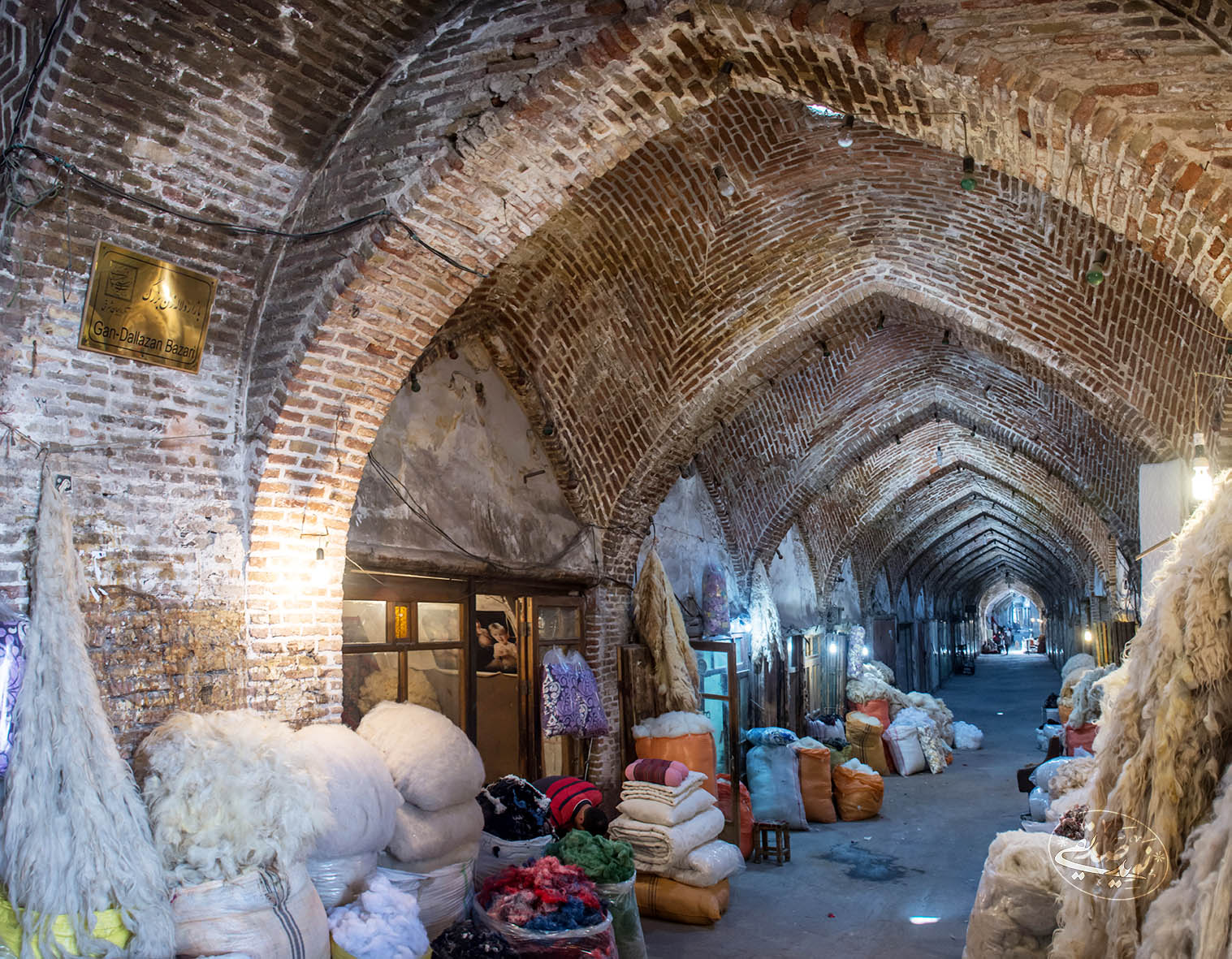
Bazar v Tabrízu v íránské provincii Východní Ázerbájdžán, zapsaný na seznamu Světového dědictví UNESCO

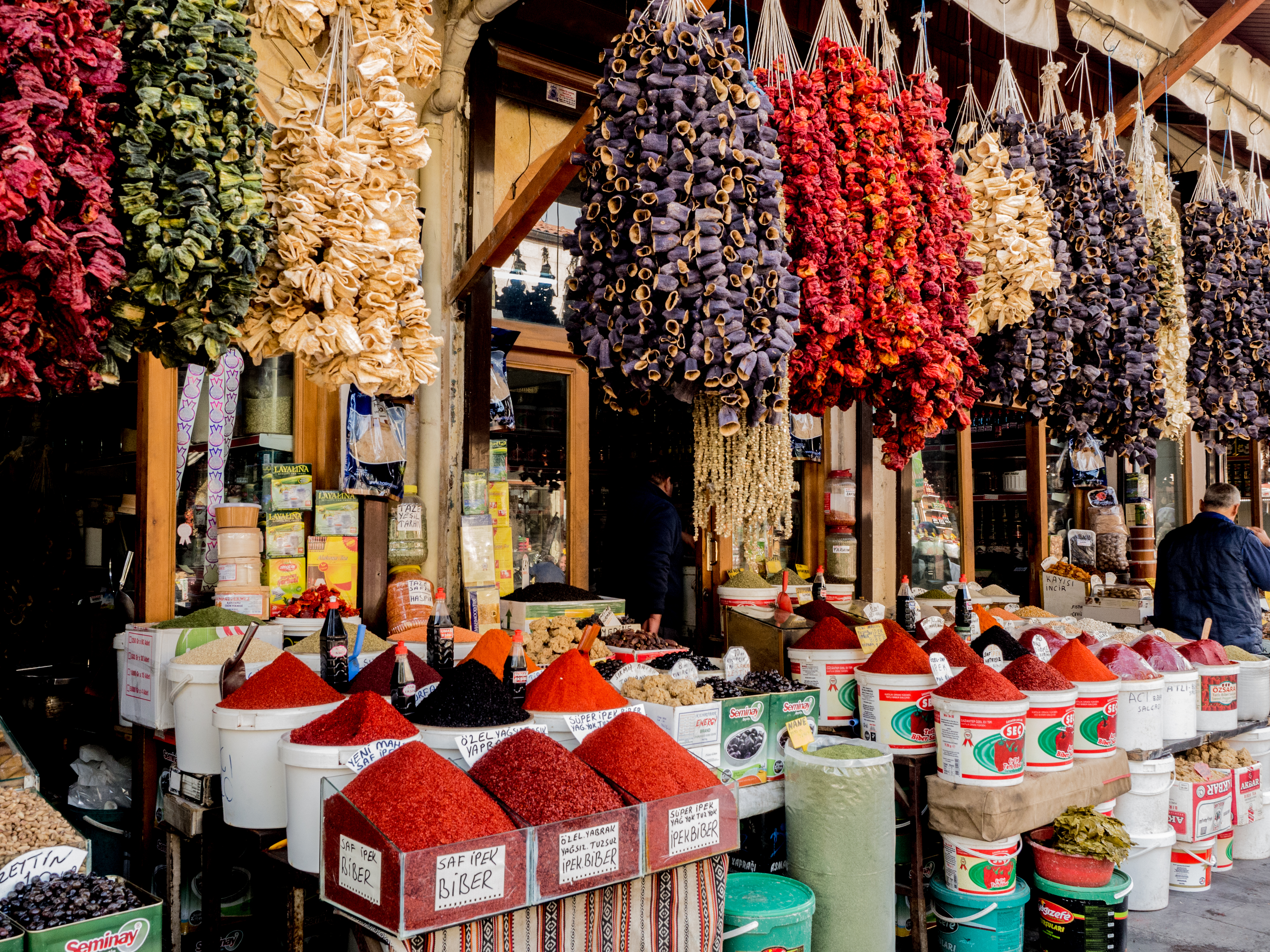
Gaziantep, Turecko

## Termín
Původem perské slovo bazar (persky بازار‎, transliterace bāzār [bázár]) je ekvivalentem arabského slova suk (arabsky: سوق) a označuje několik obchodních aktivit. perský termín znamená exotický asijský trh či tržiště, postupně se rozšířil na tržiště či tržnici kdekoliv na světě. Slovník cizích slov definuje slovo bazar jako obchod s použitým zbožím, obchod se smíšeným zbožím horší jakosti nebo jednoduše tržiště, orientální trh .
Slovo bazar se v češtině v poslední době užívá často a stále více, je dokonce hledanější než slovo internet .
Slovo trh se v porovnání bazarem užívá mnohem méně a je spíše vnímáno jako ekonomický prostor ke směně statků a služeb: Pro trh komodit či služeb (trh s obilím, trh s ropou, elektronikou apod.), není třeba uvádět, za jaké zboží jsou tyto komodity a služby směňovány, obvykle jde o směnu za peníze.

## Hlavní význam

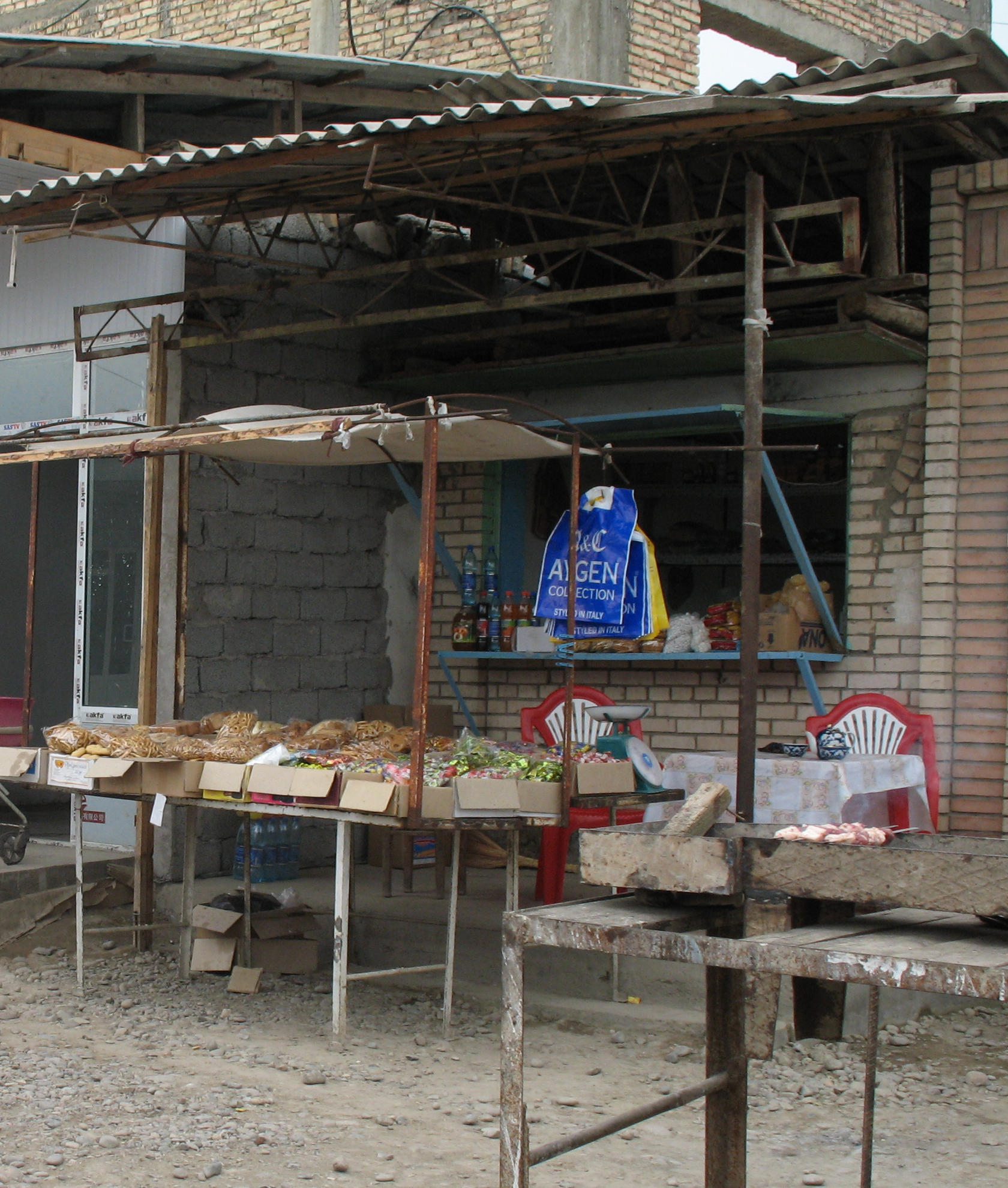
Baxt, Uzbekistán

- Maloobchodní prodejna, v Česku označovaná souslovím obchod s použitým zbožím, anglicky second hand (znamená zboží z druhé ruky), z toho také slangově sekáč. Bývá někdy spojena s dalšími doprovodnými službami, jako jsou půjčovny průmyslového zboží nebo zastavárny. Jako každá obchodní firma mají i bazary zákonné povinnosti vystavovat doklady o koupi a informovat o záruční lhůtě [4].
- Autobazar je specializovaný obchod s ojetými motorovými vozidly. Často bývá zahrnut do kategorií všeobecných inzertních serverů.
- Bleší trh, lidově blešák, je bazar pod širým nebem.
- Jednorázová prodejní a společenská akce, při níž jednotlivci nabízejí ke koupi nepotřebné předměty denní potřeby jiným lidem.
- Charitativní bazar, na němž jednotlivec nebo firma pořádá výprodej určitého zboží a předem oznámí, že výtěžek věnuje na dobročinné účely.

## Internetový bazar
Inzertní portál pro interaktivní nabídku a poptávku věcí; lze na něj umístit text, fotografie i videa. Většinou poskytuje uživatelům služby zdarma. Spojuje několik způsobů prodeje: přes inzerát, nebo v aukci, tj. v dražbě s přihazováním.
- Nejčastější je prodej elektroniky, oblečení, automobilů a náhradních dílů, potřeb pro dům a zahradu. Nejlépe se prodává dětské oblečení [5].
- Úspěšnost prodeje závisí závisí na několika faktorech: jasný popis zboží s fotografií, kontakt na prodávajícího a podmínky uskutečnění prodeje, tj. způsob dopravy a platby. Zboží lze vystavit také prostřednictvím mobilního telefonu, kdy po přihlášení na webovou stránku bazaru založíte inzerát, vyfotíte a uložíte fotografii.

Výhodné je osobní předání, protože kupující si může zboží prohlédnout, odzkoušet a ihned zaplatit.